# Paolo Urso
Paolo Urso (ur. 17 kwietnia 1940 w Acireale) – włoski duchowny katolicki, biskup Ragusy w latach 2002-2015.

## Życiorys
Święcenia kapłańskie przyjął 17 października 1962 i został inkardynowany do diecezji Acireale. Był m.in. nauczycielem w miejscowym liceum i w instytucie teologicznym, kanclerzem kurii, wikariuszem biskupim ds. sakramentów oraz wikariuszem generalnym diecezji.

### Episkopat
16 lutego 2002 papież Jan Paweł II mianował go biskupem Ragusy. Sakry biskupiej udzielił mu 12 kwietnia tegoż roku arcybiskup Palermo, kard. Salvatore De Giorgi.
7 października 2015 przeszedł na emeryturę.